# Кодзимасис Хрестос
Кодзимасис Хрестос (Майстора) е тракийски художник и зограф.
Кодзимасис е направил фреските в две тракийски гробници а именно Казанлъшката и Александровската, като за това археолозите съдят от подписа който той е оставял.